# Transportes Coletivos do Barreiro
Os Transportes Coletivos do Barreiro (TCB) são uma empresa municipal portuguesa de transporte rodoviário coletivo de passageiros fundada em 1957. Operam uma frota de 74 viaturas servindo uma rede de 19 carreiras numeradas centrada principalmente no município do Barreiro e desde 1995 transportam anualmente cerca de 20 milhões de passageiros. O seu serviço foi alargado à Moita em 2016, e complementado pelo serviço TCBikes em 2017, aquando do 60.º aniversário da empresa.

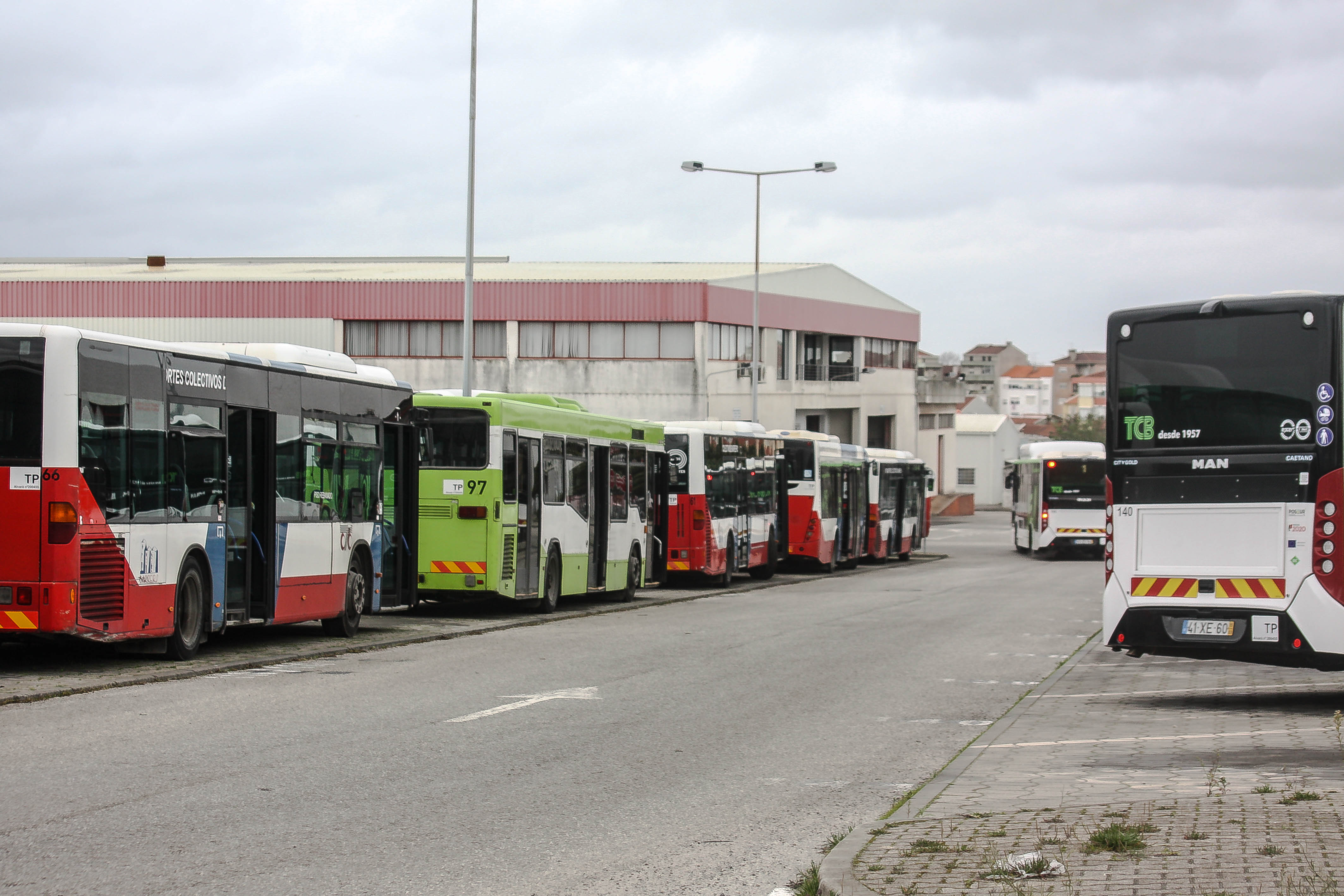
Parque de recolha do Lavradio, em 2020, evidenciando a mudança de librés em curso.

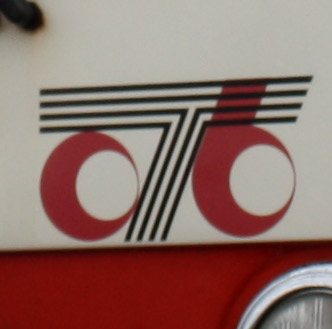
Logótipo anterior.

## História
Fundados em 1957 como Serviço de Transportes Colectivos de Pessoas, os TCB existiram até recentemente como os SMTCB — Serviços Municipalizados de Transportes Colectivos do Barreiro, autonomizados como empresa municipal. Este modelo municipal de exploração do serviço de transportes coletivos rodoviários de passageiros foi único na Grande Lisboa, onde predominaram as empresas privadas desde a extinção da Rodoviária Nacional em 1995 até aos finais da década de 2010.
Em 2009, a frota dos TCB foi complementada com sete novos veículos: cinco Volvo B7RLE Marcopolo mídi, para operação regular, e dois Toyota CaetanoBus Optimo 2K, para alugueres. No mesmo ano, um veículo TCB (minibus Evobus Mercedes-Benz Sprinter City 65, n.º 74) foi atribuído a uma nova carreira carreira circular em Pinhal Novo.
Em 2013 os TCB permutaram veículos com a Carris, tendo recebido dez Mercedes-Benz O405N2 (mais dois para peças), com carroçaria CAMO/Camus construídos em 1997-1998; esta aquisição, com a saída correspondente de quatro Mercedes-Benz Sprinter City de 2007-2008 e do abate de vários Mercedes-Benz O305 e Volvo B10R da década de 1980, aumentou a oferta de lugares e reduziu a idade média da frota. 
Em 2012, o vereador responsável na C.M.B. e vogal da administração da empresa, Rui Lopo (P.C.P.), declarara que esta «gere este setor de forma mais próxima e consequentemente melhor» e que a «privatização não é encarada como hipótese». Conflitos entre funcionários e a administração agudizaram-se em 2014, com convocação de greves. Em novembro de 2014, a concelhia do P.S. exprimia a sua preocupação com o «desinvestimento na manutenção do material circulante» da empresa, realçando que esta é um «serviço público raro, apenas existente em cinco concelhos no país» e anunciando-se «contra qualquer forma de privatização».
Em 2017 foi aprovada uma renovação total da frota, com a aquisição de sessenta autocarros a gás natural faseada ao longo de três anos num investimento total de 18 M€, o maior jamais realizado pela C.M.B. Com esta renovação, os TCB destacaram-se entre as empresas de camionagem que «ajudarão a descarbonizar a mobilidade nacional, movidos com tecnologias amigas do ambiente», detendo 30 dos 715 novos autocarros menos poluentes adquiridos em Portugal em 2019.
A partir de 2020, as carreiras da gama 0-9 passaram a ser indicadas em alguma sinalética com acrescento de zero não-significativo, sem mais alterações.
Em dados de 2022, os TCB registava uma frota histórica de 195 veículos, dos quais 66 se encontravam operacionais em seu nome.

Entre julho de 2022 e janeiro de 2023 entram em vigor as concessões da marca Carris Metropolitana, reformulando profundamente os transportes públicos rodoviários da Grande Lisboa; neste contexto, mantiveram-se inalterados apenas os serviços intramunicipais em Cascais (MobiCascais), Barreiro (TCB), e Lisboa (Carris).

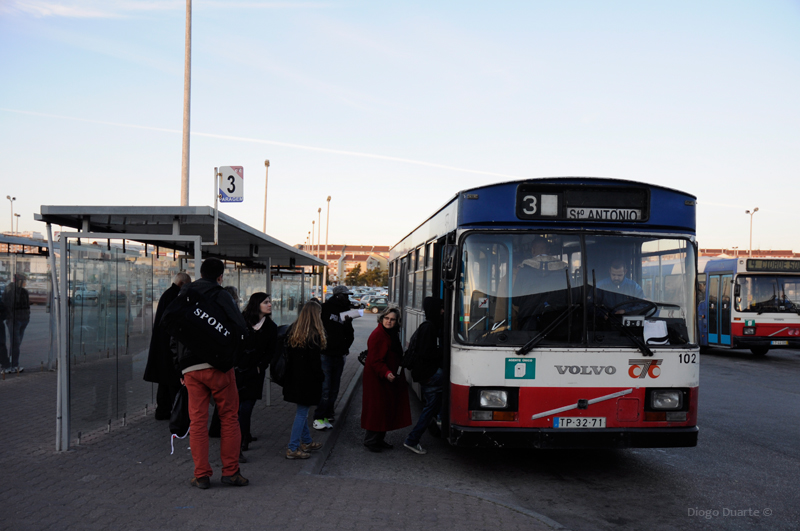
Passageiros da, em 2012.

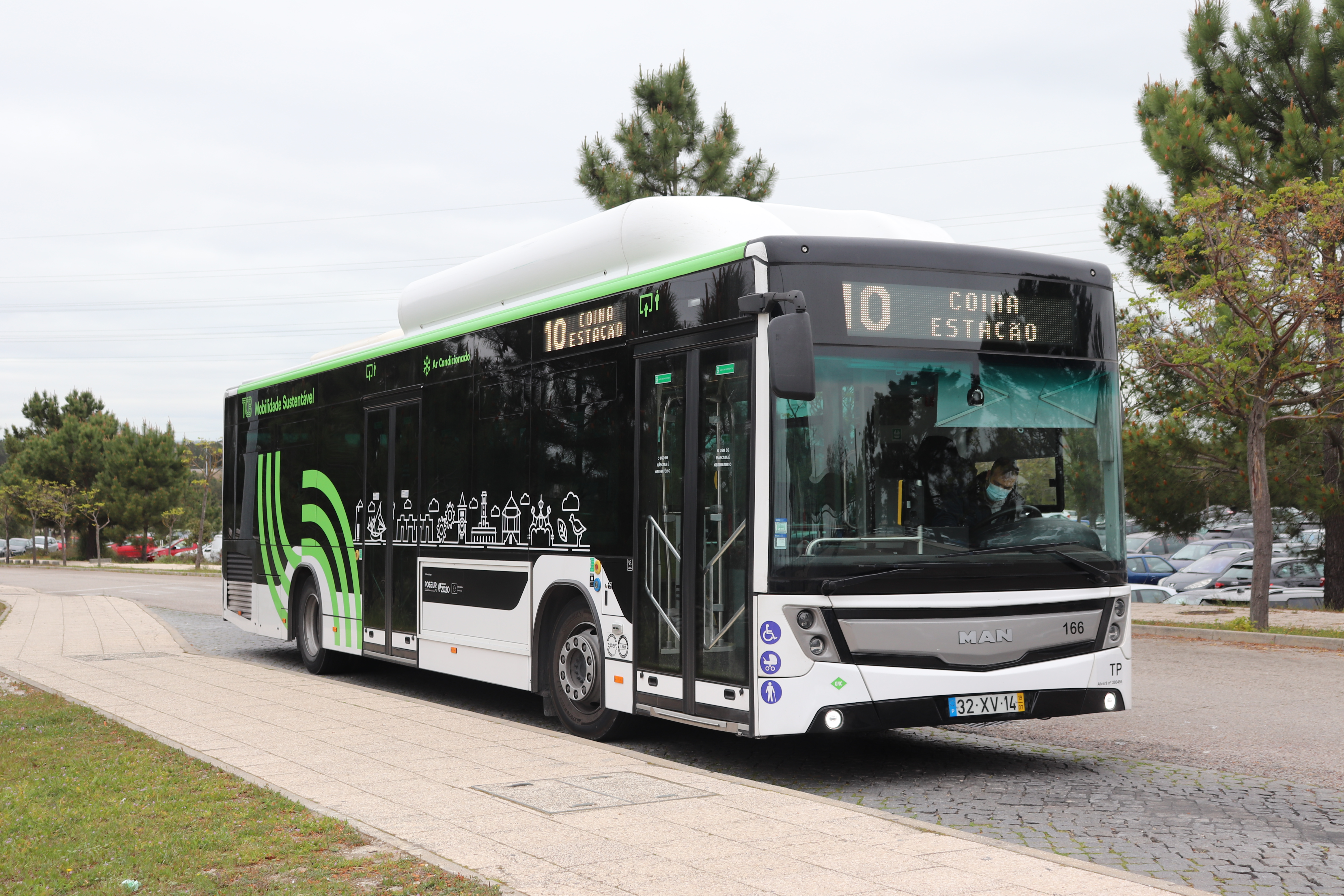
Autocarro n.º 166 dos TCB em Coina, fazendo a carreira em 2022.

## Carreiras

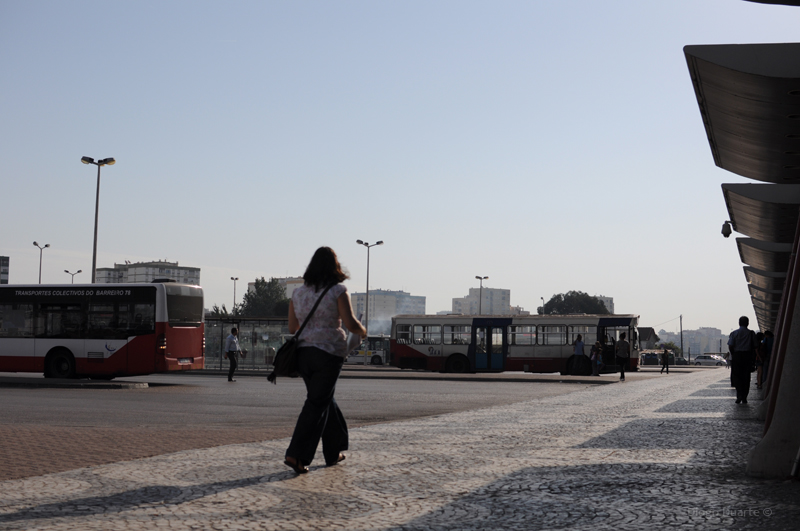
Autocarros dos TCB no terminal fluvial, em 2011.

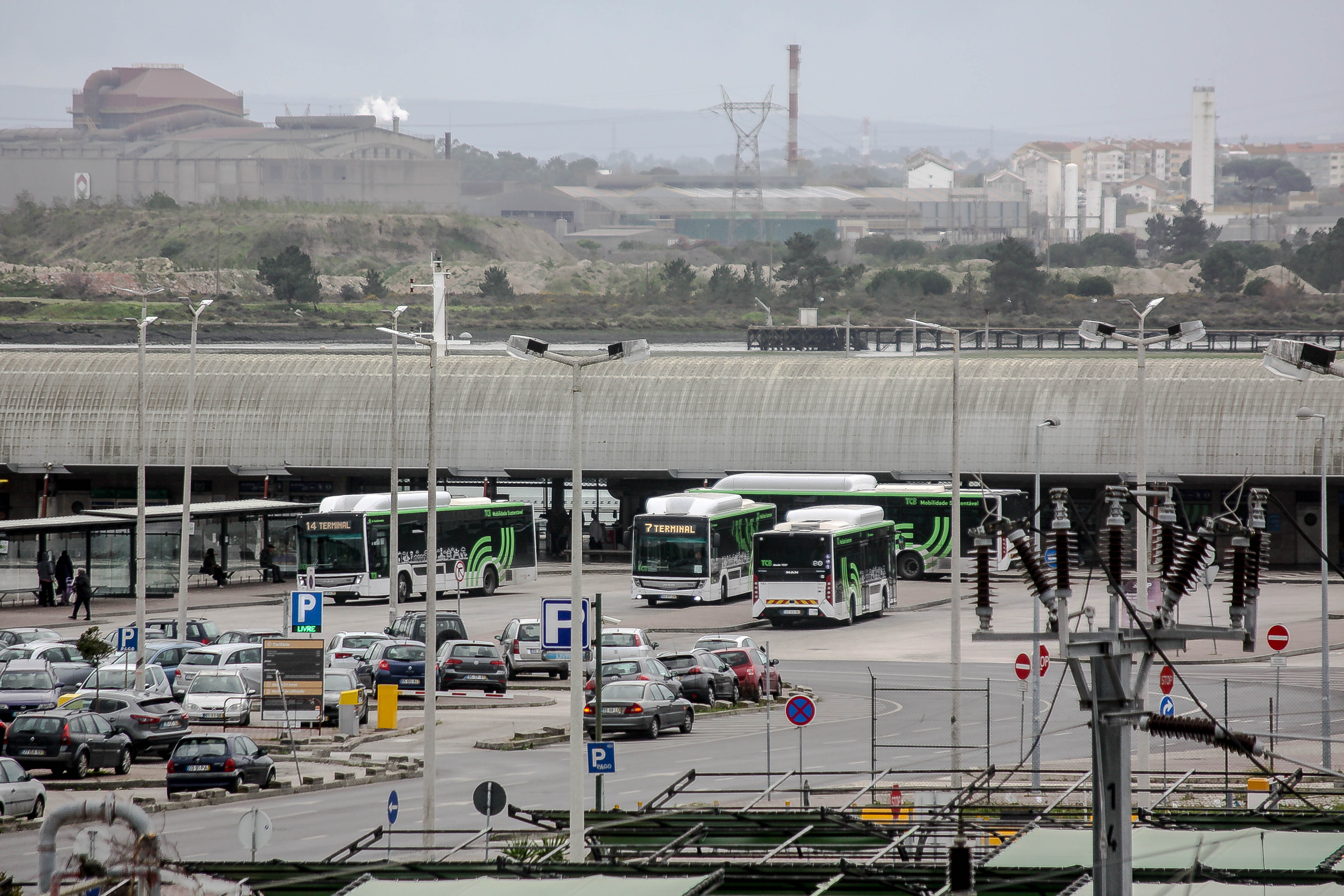
Autocarros dos TCB no terminal fluvial, em 2020.

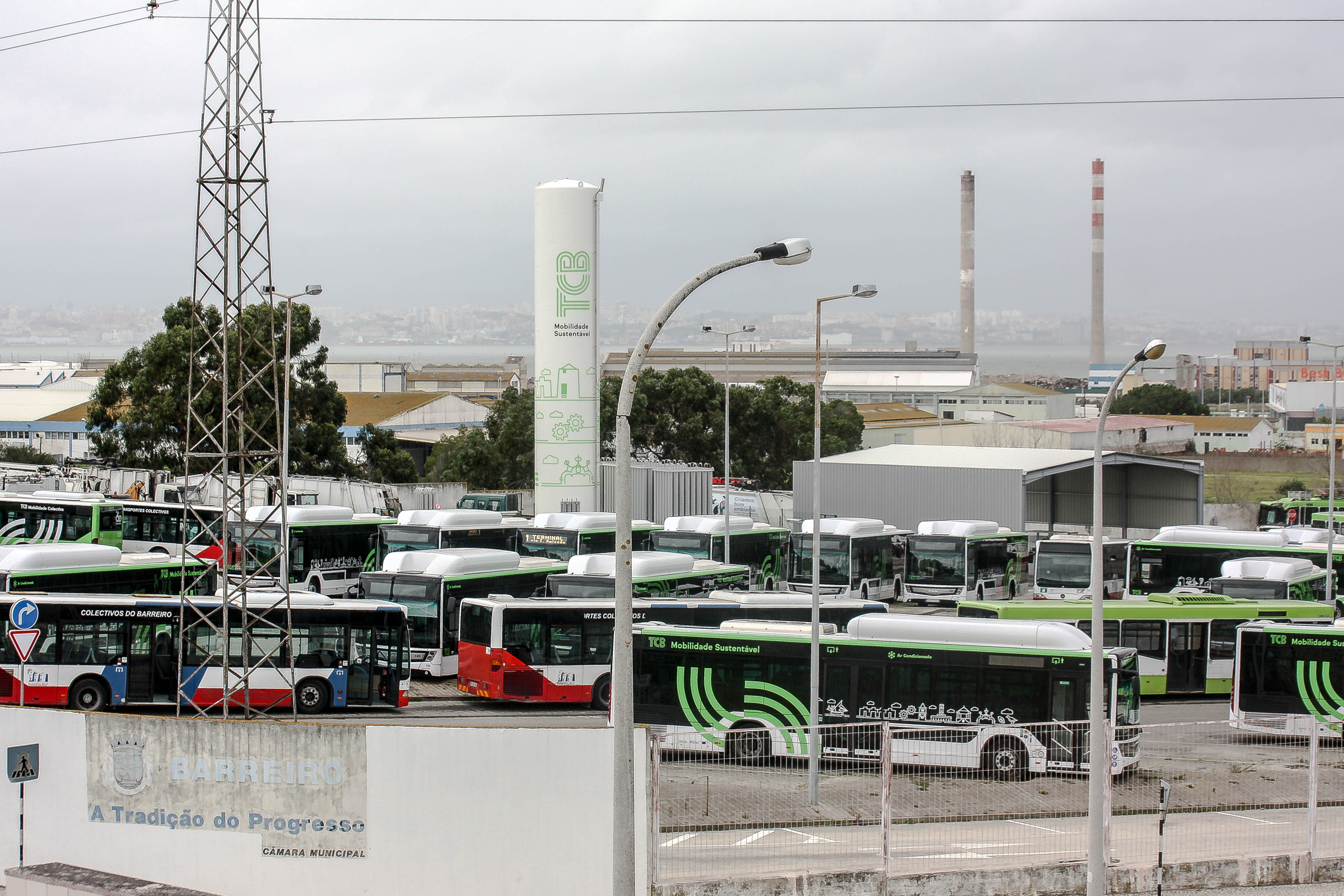
Parque dos TCB no Lavradio, em 2020.

Os Transportes Coletivos do Barreiro operam atualmente 20 carreiras, todas alocadas ao seu único parque e centro operacional, localizado no Lavradio. Dados atualizados a meados de 2024, complementados com informações históricas genéricas e específicas:
| C.ª | Terminais | Via                     | Percursos   | Frota                       | Datas     | Datas |
|     | |                         | (ordenação) |                             |           |       |
| --- | --- | ----------------------- | ----------- | --------------------------- | --------- | ----- |
| 01  | Terminal | Alhos Vedros            | ↻           | autocarro standard 2 portas |           | ✅︎    |
| 01  | Horário em 2012 e em 2024. |                         |             |                             |           |       |
| 02  | Terminal | Alhos Vedros            | ↺           | autocarro standard 2 portas |           | ✅︎    |
| 02  | Horário em 2012 e em 2024. |                         |             |                             |           |       |
| 03  | Cidade Sol ⇆ Terminal Santo António ⇆ Terminal |                         | ↓ ↑ ↓ ↑     | autocarro standard 2 portas |           | ✅︎    |
| 03  | Horário em 2012 e em 2024. O percurso Cidade Sol → Terminal foi identificado internamente como 3A e o inverso como 5. |                         |             |                             |           |       |
| 04  | Cidade Sol ⇆ Terminal (direta - horas de ponta) |                         | ↓ ↑         | autocarro standard 2 portas |           | ✅︎    |
| 04  | Horário em 2012 e em 2024. O percurso Cidade Sol → Terminal foi identificado internamente como 4A e o inverso como 91. |                         |             |                             |           |       |
| 06  | Coina (Estação) ⇆ Lavradio | Palhais                 | ↓ ↑         | autocarro standard 2 portas |           | ✅︎    |
| 06  | Horário em 2012 e em 2024. O percurso Lavradio → Coina (Estação) foi identificado como 6A. |                         |             |                             |           |       |
| 07  | Ptª Barra-a-Barra ⇆ Terminal |                         | ↓ ↑         | autocarro standard 2 portas |           | ✅︎    |
| 07  | Horário em 2012 e em 2024. O percurso Barra-a-Barra → Terminal foi identificado internamente como 7A. |                         |             |                             |           |       |
| 08  | Quinta da Várzea ⇆ Terminal (horas de ponta) |                         | ↓ ↑         | autocarro standard 2 portas |           | ✅︎    |
| 08  | Horário em 2012 e em 2024. O percurso Quinta da Várzea → Terminal foi identificado internamente como 8A. |                         |             |                             |           |       |
| 09  | Coina (Estação) ⇆ Praça da Amizade |                         | ↓ ↑         | autocarro standard 2 portas |           | ✅︎    |
| 09  | Entre 2012 e 2019, esta carreira significativamente foi modificada. |                         |             |                             |           |       |
| 10  | Alto da Serra ⇆ Coina (Estação) |                         | ↓ ↑         | autocarro standard 2 portas |           | ✅︎    |
| 10  | Horário em 2012 e em 2024. Entre 2012 e 2020: Praça da Amizade ⇆ Fidalguinhos. Durante parte deste período, circulava só em época escolar.                                                                                                   |                         |             |                             |           |       |
| 11  | Escola Alfredo da Silva ⇆ Ptª Barra-a-Barra |                         | ↓ ↑         | autocarro standard 2 portas |           | ✅︎    |
| 11  | Esta carreira era inexistente em 2012. Horários em 2024. |                         |             |                             |           |       |
| 14  | Terminal | Lóios                   | ↺           | autocarro standard 2 portas |           | ✅︎    |
| 14  | Horário em 2012 e em 2024. |                         |             |                             |           |       |
| 15  | Terminal | Lóios                   | ↻           | autocarro standard 2 portas |           | ✅︎    |
| 15  | Horário em 2012 e em 2024. |                         |             |                             |           |       |
| 16  | Coina (Estação) ⇆ Terminal |                         | ↓ ↑         | autocarro standard 2 portas |           | ✅︎    |
| 16  | Esta carreira foi modificada desde 2012. O percurso Coina (Estação) → Escola Augusto Cabrita era identificado internamente como 16A. |                         |             |                             |           |       |
| 17  | Cidade Sol ⇆ Escola Alfredo da Silva Escola Alfredo da Silva ⇆ Santo António |                         | ↓ ↑ ↓ ↑     | autocarro standard 2 portas |           | ✅︎    |
| 17  | Esta carreira foi modificada desde 2012. O percurso Escola Augusto Cabrita → Coina (Estação) era identificado como 17 apenas internamente, circulando como 16.                                                                               |                         |             |                             |           |       |
| 18  | Cabeço Verde ⇆ Escola Alfredo da Silva | Hospital                | ↓ ↑         | autocarro standard 2 portas |           | ✅︎    |
| 18  | Esta carreira foi modificada desde 2012. O percurso Escola Alfredo da Silva → Cabeço Verde era identificado internamente como 18A. |                         |             |                             |           |       |
| 37  | Terminal → Cidade Sol (EM510) | Lavradio                | ↑           | autocarro standard 2 portas |           | ✅︎    |
| 37  | Junção noturna das carreiras 03 e 07. Horários em 2012 e em 2024. |                         |             |                             |           |       |

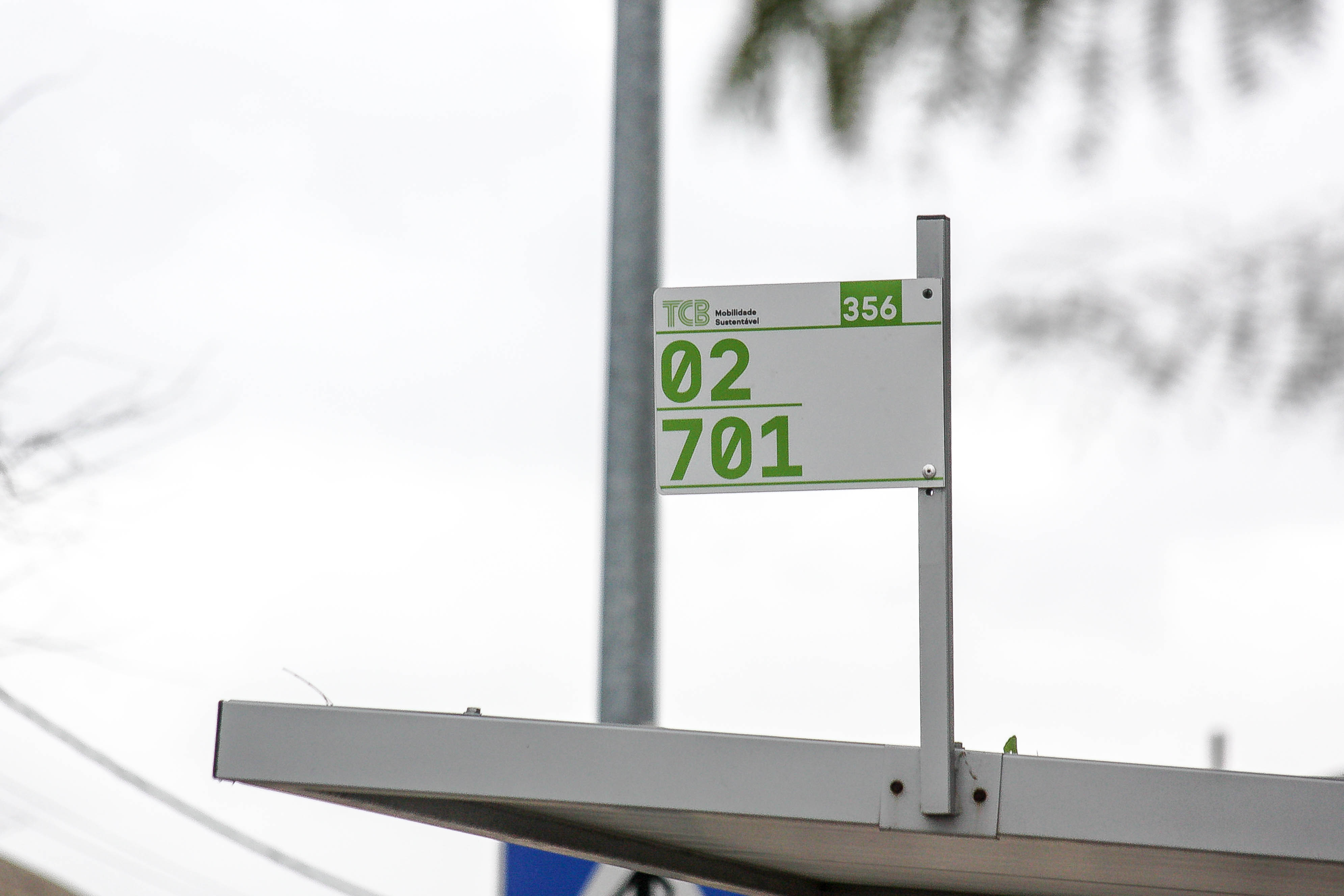
Postalete de paragem da e da, em 2020.

| 71  | Terminal | Fontaínhas              | ↻           | autocarro standard 2 portas |           | ✅︎    |
| 71  | Junção noturna das carreiras 07 e 01. Horários em 2012 e em 2024. A partir de 9 de Julho de 2016, passou a fazer apenas serviços noturnos, sendo substituída no resto do dia pela 01.                                                        |                         |             |                             |           |       |
| 149 | Terminal | Alto do Facho           | ↺           | autocarro standard 2 portas |           | ✅︎    |
| 149 | Horários em 2012 e em 2024. |                         |             |                             |           |       |
| 150 | Terminal | Alto do Facho           | ↻           | autocarro standard 2 portas |           | ✅︎    |
| 150 | Horários em 2012 e em 2024. |                         |             |                             |           |       |
| 318 | Cabeço Verde ⇆ Terminal |                         | ↓ ↑         | autocarro standard 2 portas | 2016-     | ✅︎    |
| 318 | Criada a 9 de Julho de 2016. Funciona aos fins-de-semana e feriados, como junção das carreiras 03 e 18. Horários em 2024. |                         |             |                             |           |       |
| 05  | Coina (Quinta da Areia) ⇆ Terminal | Penalva                 | ↓ ↑         | autocarro standard 2 portas | -2012     | ❌︎    |
| 05  | Extinta a 20 de Fevereiro de 2012, sendo fundida com a carreira 16. |                         |             |                             |           |       |
| 72  | Terminal | Fontaínhas              | ↺           | autocarro standard 2 portas | -2016     | ❌︎    |
| 72  | Funcionava aos fins de semana e feriados, como junção das linhas 07 e 02. Horário em 2012. Extinta a 9 de Julho de 2016, sendo substituída pela 02.                                                                                          |                         |             |                             |           |       |
| 701 | Terminal | Lavradio e Alhos Vedros | ↻           | autocarro standard 2 portas | 2016-2024 | ❌︎    |
| 701 | Criada a 10 de Julho de 2016, funcionava aos Domingos, como junção das carreiras 07 e 01. Extinta a 2 de Junho de 2024, sendo substituída pela 01.                                                                                           |                         |             |                             |           |       |
| 702 | Terminal | Lavradio e Alhos Vedros | ↺           | autocarro standard 2 portas | 2016-2024 | ❌︎    |
| 702 | Criada a 10 de Julho de 2016, funcionava aos Domingos, como junção das carreiras 07 e 02. Extinta a 2 de Junho de 2024, sendo substituída pela 02.                                                                                           |                         |             |                             |           |       |
| PN  | Pinhal Novo | Cascalheira e Estação   | ↺           | autocarro mini              | 2009-2019 | ❌︎    |
| PN  | Carreira com 24 paragens em 10,4 km, da responsabilidade da Câmara Municipal de Palmela, que servia o Bairro da Cascalheira e a Estação Ferroviária. Criada a 4 de Setembro de 2009 e substituída a 16 de Setembro de 2019 pela 449 dos TST. |                         |             |                             |           |       |

## TCBikes
Desde 2017, os TCB disponiblizam as TCBikes — um serviço partilhado de bicicletas urbanas.

## Observações
1. ↑  Braga, Aveiro, Coimbra, Portalegre, e Barreiro.[13]
2. ↑  Como exemplo, veja-se postalete em foto de 2020 com "02" em contraste com "3" em bandeira de veículo novo (MAN) fotografado em 2021; compare-se igualmente as opções mais recentes, em contexto mais completo e refletido: em diagramas,[17][18][19] sem zeros à esquerda, e espinhas,[20][1] com eles.